# Eiskrippe (Graz)

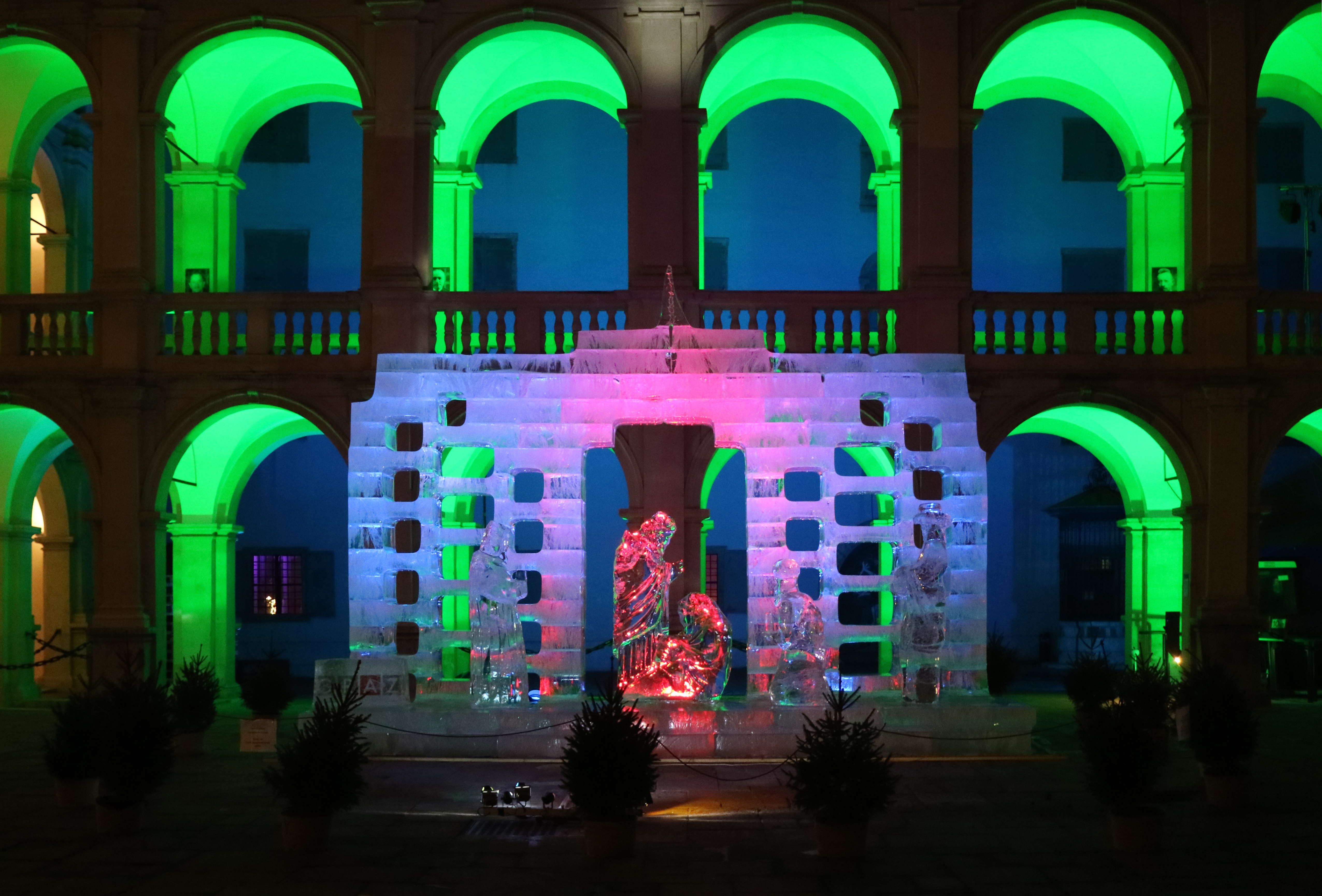
Eiskrippe am 18. Dezember 2017

Die Eiskrippe ist eine jährlich in der Adventzeit im Hof des Grazer Landhauses ausgestellte Eisskulptur. Das von Gert J. Hödl erdachte Projekt einer Weihnachtskrippe aus Klareis ist seit 1996 ein Fixpunkt im Grazer Advent und sorgt seither für internationales Medieninteresse.

## Geschichte

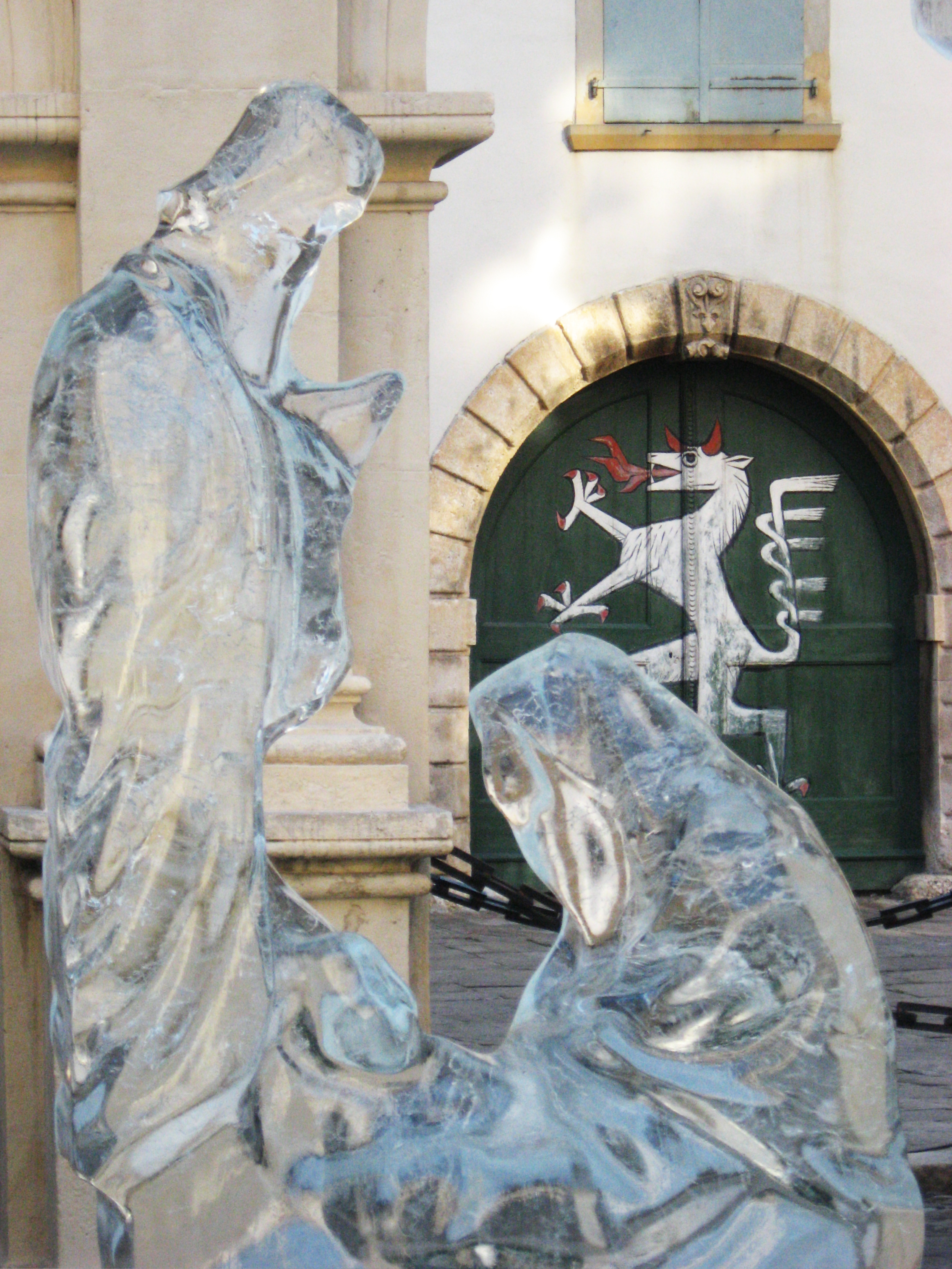
Eiskrippe 2011 (Detail)

Die erste Weihnachtskrippe aus Eis entstand in der Vorweihnachtszeit 1996 im Auftrag der Grazer Tourismusgesellschaft. Für die künstlerische Leitung konnte der renommierte Villacher Eiskünstler Gert J. Hödl verpflichtet werden, der bereits in Kanada, Russland, Norwegen und Japan Anerkennung gefunden hatte. Nach zweijähriger Planungsphase schnitzte Hödl mit vier Mitarbeitern aus 156 Eisblöcken mit einem Gesamtgewicht von knapp 23 Tonnen die erste Eiskrippe der Welt. Als Ausstellungsort für das knapp acht Meter breite und vier Meter hohe Kunstwerk mit lebensgroßen Figuren entschied man sich für den Landhaushof.
In den folgenden Jahren hielt der Tourismusverband an der Krippe fest, die zum Höhepunkt im Grazer Advent avancierte und seither jeweils Ende November bzw. Anfang Dezember feierlich enthüllt wird. In den Abendstunden sind die Eiskrippe und die Arkadengänge des Landhauses farblich beleuchtet. 1998 wurden erstmals Livebilder ins Internet übertragen.
Um eine längere Haltbarkeit der Krippe zu gewährleisten, wurden 2003 erstmals deutlich größere Blöcke verarbeitet, womit das Eisgewicht auf 45 Tonnen anwuchs. Zudem zeigte das Eis im Kulturhauptstadtjahr zum ersten Mal einen grünlichen Schimmer.
Als Hommage an den berühmtesten Grazer und kurz zuvor gewählten Gouverneur von Kalifornien Arnold Schwarzenegger fügte Hödl der heiligen Familie in jenem Jahr einen Bären, das Wappentier Kaliforniens, hinzu. Das internationale Interesse konnte dadurch beträchtlich gesteigert werden.
Als weitere Maßnahme gegen das schnelle Abschmelzen führte man die Eiskrippe 2004 erstmals in „monumentaler Bauweise“ aus, womit ein Kühlhauseffekt erzielt werden sollte.
Außerdem stehen jährlich mehrere Figurengarnituren zur Verfügung, die in einem Kühlhaus in der Umgebung von Graz gelagert werden, bevor sie zum Einsatz kommen.
Seit 2014 zeichnet der Finne Kimmo Frosti für die Gestaltung der Eiskrippe verantwortlich. Mit Unterstützung eines fünfköpfigen Teams benötigt er für das Schnitzen unter Zuhilfenahme flüssigen Stickstoffs etwa eine Woche. Anschließend werden die Bestandteile, wie mittlerweile seit über 20 Jahren, mithilfe eines Gabelstaplers, aufgebaut.
Seit ihrem ersten Aufbau erregt die Krippe internationale Aufmerksamkeit. Bis 2016 waren Bilder der Grazer Eiskrippe auf mehr als 200 internationalen Fernsehsendern zu sehen, Zeitungen und Nachrichtenagenturen wie die Huffington Post oder Reuters berichteten über das Projekt.

## Kontroversen

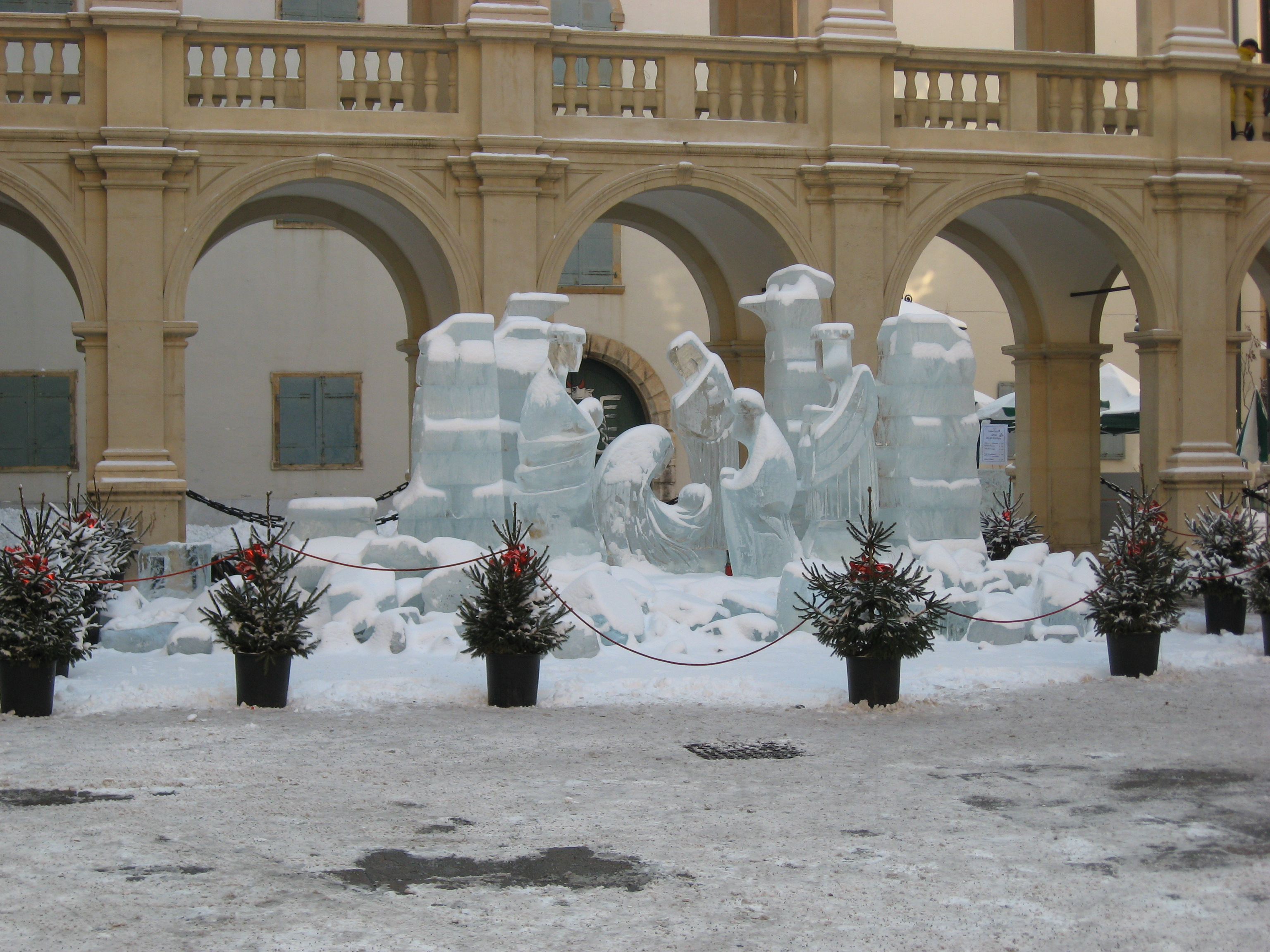
Eingestürzte Krippe 2009

Trotz ihrer touristischen Zugkraft entbrennen alle Jahre wieder Diskussionen um die Sinnhaftigkeit der Eiskrippe. Bei milden Temperaturen übersteht die Konstruktion nicht immer die ganze Adventzeit. 2002 stürzte die Krippe bereits vor Veröffentlichung ein und musste von Künstler Hödl in einer Nachtschicht gerettet werden.
Auch 2006
und 2009 hielt die Eiskrippe dem warmen Wetter nicht stand und stürzte vor Weihnachten in sich zusammen. Kommunalpolitiker Hermann Candussi von den Grünen äußerte sich zynisch über das Projekt:

„Auf Grund der Erderwärmung wird der Advent immer milder werden. Da stellt sich die Frage, ob die Stadt Graz weiterhin mehr als 40.000 € in eine Wasserlache investieren soll.“

Überlegungen, das Projekt einzusparen, konnte der Tourismusverband bisher mit dem Argument entgegenwirken, die Krippe mache den für Handel und Gastronomie bedeutenden Grazer Advent „unverwechselbar“.
Die Tiroler Tageszeitung berichtete augenzwinkernd von jährlichen Wetten der Grazer über die Dauer des Bestehens der Eiskrippe.
Ein geplantes Holzdach zum Schutz vor Regen wurde 1999 auf Intervention des Bundesdenkmalamtes nicht umgesetzt, weil es das Ambiente des Renaissancebaus stören würde. Darüber hinaus kam es im selben Jahr zu einem Interessenskonflikt mit einer Filmveranstaltung, deren Equipment stehen bleiben sollte und einen Krippenaufbau beinahe verhindert hätte.

## Künstlerische Leitung
- 1996–2013: Gert J. Hödl (Österreich)
- seit 2014: Kimmo Frosti (Finnland)